# Supremacy 1914
Supremacy 1914 un videojoc MMORPG gratuït d'estratègia en temps real, desenvolupat per Bytro Labs UG per a navegadors d'internet, on els jugadors es converteixen en líders de poderoses nacions en la precària Europa de començaments del segle xx. Amb una sofisticada intel·ligència artificial, Supremacy pot arribar a reunir partides de fins a 30 participants.
Els jugadors s'enfronten al repte de convertir-se en el sobirà dels líders de tot el continent europeu a través de contactes diplomàtics o de la força dels seus exèrcits. La durada de cada partida varia entre les quatre i les vuit setmanes. Es juga en un mapa on les unitats es mouen constantment, en lloc d'estar parades en taules, com en la majoria dels jocs. Supremacy compta amb trenta nacions jugables, moviment d'unitats en temps real en un mapa històric, comerç de recursos, diplomàcia i espionatge.